# Chilicola xanthostoma
Chilicola xanthostoma là một loài Hymenoptera trong họ Colletidae. Loài này được Michener mô tả khoa học năm 2002.